# سلمان ساوجی
خواجه جمال‌الدین سلمان بن خواجه علاءالدین محمد معروف به سلمان ساوجی (زاده ۷۰۹ (قمری) – درگذشتهٔ ۷۷۸ (قمری) در ساوه) از شاعران اوایل قرن هشتم هجری است. وی از بزرگترین غزل سرایان  و غزل‌گویان ایران است. پدرش خواجه علاءالدین محمد اهل قلم بود.

## شعر
سلمان تحصیل کمالات کرد و سخن‌پردازی‌های او تنها از روی قریحه و ذوق نبود. در اوایل عمر خواجه غیاث‌الدین محمّد وزیر سلطان ابوسعید بهادر (۷۱۶–۷۳۷) را در قصاید خود مدح کرد و سپس شیخ حسن بزرگ از سلسله جلایریان و سلطان حسین جلایر و سلطان اویس جلایر را مدح گفت، او مدّت چهل سال در سفر و حضر و تبریز و بغداد مداحی آن خانواده را نمود. سلمان در درجهٔ اوّل قصیده‌سراست و می‌توان او را از آخرین قصیده‌سرایان معروف ایران پیش از صفویان دانست. سلمان در تغزل و عاشقانه‌ها نیز زبردست بود و از این جهت مورد توجه قرار گرفت. ابیات زیر از اوست:
| باد نوروز از کجا این بوی جان می‌آورد |  | جان من پی تا به کوی دلستان می‌آورد |

| ورنه اقلیم فلک شکرانه این مژده را |  | مسرعان عالم علوی به رسم مژده خواه |

سلمان ساوجی در شعر زیر به داستان توطئهٔ منصور اشاره دارد که ابومسلم را از مرو به بغداد طلبید و او نرفت، منصور سوگندها خورد و عهدها گرفت که او را آزاری نرساند و ابومسلم از مرو به نیشابور و از آنجا به ری شد. مؤلّف مجمل‌التواریخ می‌نویسد: «چون به ری رسید، رای و خرد آنجا بگذاشت و به همدان شد» و سرانجام به بغداد رفت و به امر منصور کشته شد.
| آنکه می‌انداخت سر چون خیمه بر گردن به ری |  | شد اسیر خواری و مستوجب چندین عذاب |

| کرد رو بر آسمان کای آسمان تدبیر چیست |  | آسمان گفتش «ترکت الرای بالری» در جواب |

در منابع به موسیقی‌دانی او اشاره نشده، لیکن رامشییان و موسیقی‌دانان او را گرامی می‌داشتند. دوبیتی او که دربارهٔ کاسه‌نوازی مراغی سروده بر این پایه‌است:
| آوازهٔ کاسهٔ تو این بنده شنید      |  | وز طبع لطیفش به نواها برسید  |
| این کاسهٔ دیده‌ای که بیننده ز ماست |  | تا کاسهٔ دیده هست مثل تو ندید |

سلمان گذشته از قصیده و غزل؛ ترجیع‌بند، ترکیب‌بند، قطعه، مثنوی و رباعی نیز گفته‌است:
| بوستان بر دوستان افشاند از این بهجت نثار |  | آسمان بر آسمان انداخت زین شادی کلاه |

او همچنین در تصوف نیز اشعاری دارد:
| گر سر و ترک کلاه فقر داری ای فقیر |  | چار ترکت باید اول تا رود کارت به پیش |

| ترک اول ترک مال و ترک ثانی ترک جاه |  | ترک ثالث ترک راحت ترک رابع ترک خویش |

سلمان ساوجی از جمله شاعرانی است که وصف طبیعت را با حرکت و حیات همراه کرده‌است و به اصطلاح به عناصر بی‌جان. شخصیت و خصایص انسانی بخشیده‌است. او به این شیوه بسیاری از وصف‌های خود را سرشار از زندگی و پویایی و حرکت کرده‌است. اغلب تشخیص‌های او در شکل تفصیلی و با نوعی بیان روایی همراه است.

## آثار
بسیاری از شعرهای سلمان ساوجی در مدح شیخ حسن و همسرش دلشاد خاتون و سلطان‌اویس سروده شده. او دو مثنوی یکی موسوم به «جمشید و خورشید» به شیوه داستان های نظامی و «فراق‌نامه» دارد:
- جمشید و خورشید در ۷۶۳ قمری به پایان رسید
- فراق‌نامه در ۷۷۰ قمری به پایان رسید .

## پایان زندگی
سلمان در آخر عمر از نظر جلایریان افتاد و در ساوه انزوا جست و سرانجام در دوشنبه دوازدهم صفر ۷۷۸ هجری قمری در زادگاه خود درگذشت و در روستای کله دشت در نزدیکی ساوه به خاک سپرده شد.
طبق اسنادی سلمان در شهر تبریز در مقبرة الوزرا به خاک سپرده شده است.